# Kotamo

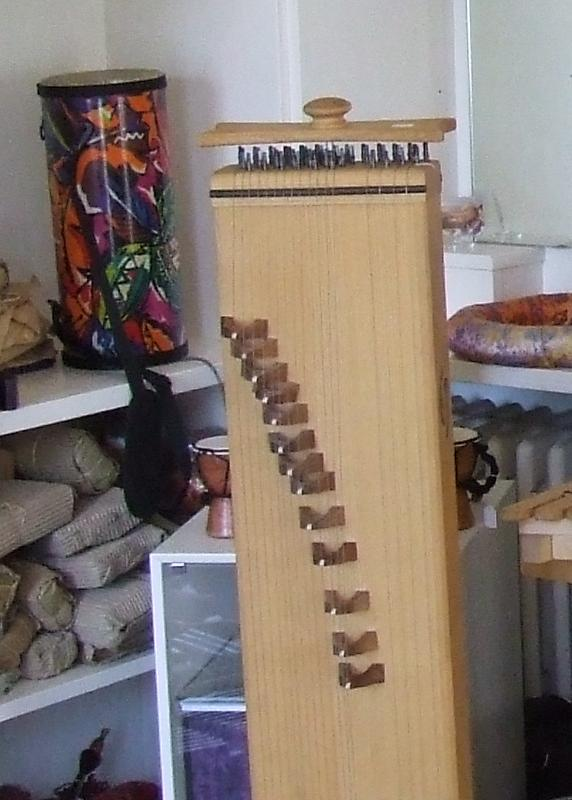
Ein Kotamo

Das Kotamo ist ein Saiteninstrument, das im 21. Jahrhundert entwickelt wurde. Es vereint drei Instrumente aus drei verschiedenen Kulturkreisen auf einem einzigen Klangkörper: Koto, Tanpura und Monochord. Sein Klangbild zeichnet sich durch warme und lang nachklingende Töne mit einem großen Obertonspektrum aus. Dem Instrument lassen sich beruhigende, meditative Klänge entlocken.
Die Koto, eine japanische Zither mit 13 seidenumsponnenen Saiten und verschiebbaren Einzelstegen, hat einen klaren, weichen Klang. Verschiedene westliche und östliche Stimmungen können eingestimmt werden.
Die Tanpura ist eine viersaitige indische Bordunlaute und verleiht mit ihrem typischen surrenden, lange nachklingenden Ton dem Kotamo einen Klangteppich, auf dem sich die klaren Töne der Koto absetzen.
Dreht man das Kotamo einmal um die Achse, so wird das Monochord spielbar. Mit bis zu 30 Saiten wird es in der Regel gleichtönig gestimmt und bildet eine schwebende Klangfülle mit unzähligen Obertönen.